# 皇帝：龙之崛起
《皇帝：龙之崛起》（中国大陆又译作，中国大陆官方译为）是由Impressions Games和BreakAway Games开发、雪樂山发行的第七款城市建造游戏。《皇帝：龍之崛起》是Impressions Games最后一款使用二维图像引擎开发的游戏，也是其第一款涉足多人游戏领域的游戏。此遊戲在台灣並沒有被中文化，代理商使用《模擬中國》名稱在市面銷售。2017年，遊戲在GOG.COM平台以數位版的形式出售。
《皇帝》的时间背景设定为古代中国，时间从夏朝（公元前2033年）到金朝（公元1234年）。比起前作《宙斯：众神之王》，该作在城市规划又有进步。《皇帝》有许多新特征，比如农耕系统，将大型种植园改为独立农场，且一个农场可以种植多种作物。还增加了风水及五行系统，影响建筑物的吸引力以及受损伤的程度。游戏号称“智慧地建设古代中国”。
因为当时雪樂山公司陷入财政危机，所以该作並没有发布资料片。

## 游戏内容
了解这类游戏框架详情，参见城市建造游戏
和其他城市建造游戏一样，玩家必须在一片空地上建造出整座城市。而这片空地的尺寸和有拥有的资源是随机或预先设计的。游戏胜利的标准是：达到指定盈利，库存现金数量，商品产量，征服敌对城市等。另外，游戏亦提供三個不同的時代給予玩家來選擇。

### 住宅
游戏中的住宅可分為普通民宅和贵族住宅兩種。
- 普通民宅：為一般居民提供居住的地方，可提高城市的勞動人口和生產力。
- 贵族住宅：為贵族提供居住的地方，住宅自帶水井，他們不會從事生產力、商業、農業等相關的勞動工作，但所繳的稅比普通民宅為高，而在建造（如需要在拥有良好的环境和吸引力较好的地区建造）和升級（如餐館提供的食物則需要有可口或以上的級別和相對較好的娛樂等）的要求都比較高。另外，當住宅提升到一定等級之後，能夠額外增加军營的建造上限。

### 农业
游戏中的作物资源有：小麦、水稻、豆腐、粟米、卷心菜(以上农场生产)、鱼(渔场)、肉(猎人)。其中任何一种作物都是餐馆建筑用来制作食物的来源，餐馆会定时派人送这些食物。食物按照制作原料和水平分为四种：乏味的食物，朴素的食物，可口的食物，美味的食物。还有两种调料：盐、香料(需要靠貿易來進口)，餐馆只有在获得这两种调料后才会生产出“美味的食物”。在“餐馆”界面，还有所提供的食物名称，名称按照原料来命名，比如卷心菜，则是“糖醋白菜”。

### 工业
工业原料有：铁、钢、铜(用以武器、铜器制作)、粘土(制作瓷器)、木材(没有纸的朝代中提供给税务局和孔庙建筑，书写之用)、树漆(制作漆器的原材料)、桑树(製作絲綢的原材料)、茶树、亚麻(游戏后期用来生产纸的原材料)和未加工的翡翠(也可以使用翡翠工場生产製成品再出口，是游戏中最贵的商品)。

### 商业
游戏中的商品可以通过市场中销售。市场必须建在道路中央。游戏中的市场分大小两种，大市场提供六个摊位，小市场提供四个摊位。每个摊位可建一个商铺。商铺分为六种：餐馆、亚麻店、瓷器店、茶葉店、绸缎店、铜器（或漆器）。商铺库存不足时会到仓库（餐馆是到磨坊）获取商品，然后派小贩沿街销售，小贩经过的街道两旁的住宅就会得到该商品。由于小贩的漫游有一定的随机性和里程限制，可能造成部分地区商品短缺，严重时导致人口流失，玩家就必须调整该地区的布局（如設置路障）或小贩行走线路。

### 娱乐业
在娱乐方面，玩家可以建造音乐学院、杂技学校或戲劇学校来培养表演者為居民或贵族提供娱乐。表演者可以进行沿街表演、在戲院進行表演或者在市场固定表演。使用昆曲项目后，表演者的娱乐影响力将会提高。在新年到来时，玩家可以选择付出一笔资金来举行新年庆典（游戏画面中显示为舞龙巡游）。
玩家在游戏前可以选择自己的名字和生肖，当新年的生肖与之相符时，玩家还可以得到一些特别的奖励。

### 宗教
游戏中的宗教体系以中国传统的祖先祭祀为基础。也就是说《皇帝》的宗教是通过对祖先的祭祀，来进行宗教传播的。游戏中有四类宗教建筑，每种建筑供奉三个神明或圣贤：
- 祖先神庙，供奉女娲、神农、黃帝；
- 孔庙，供奉孔子、孙子、孟子；
- 道观，供奉西王母、灶王爷、关羽；
- 佛寺，供奉观世音菩萨、菩提达摩、孙悟空。

只有勤勉地供奉祖先到一定程度（祖先的心情为“得意”），他们就会出现在城市中。他们用于许多能力，可以指挥军队，加速生产，捕捉动物。当其心情降低到一定程度后，祖先就会离去。而长期不祭祀一位祖先，他可能给城市带来灾难，比如洪水、地震。

### 政府设施
- 行政大厅（游戏中非常重要的建筑之一，能够让城市建造一座军营、税务局和铸币厂）
- 皇宫（统治者居住的地方，也可以将祖先捕捉到的动物放在里面，同时能够额外建造多一座军营）
- 桥梁和渡口（用作渡河）
- 税务局（向居民或贵族进行征税，来增加游戏的财政收入来源之一）
- 铸币厂（增加游戏的财政收入来源之一，游戏后期，可以用纸代替铜来生产货币）

### 安全设施
游戏中也提供一些辅助性建筑：瞭望塔（防止动乱、维持治安和野兽伤人）、巡视塔楼（救火、防止建筑倒塌）、水井（为普通民宅供水）。根据地区吸引力不同，这些建筑的外观也不同(如水井可以升级为喷泉）。

### 医疗
“草药诊所”提供基本的医疗服务，防止居民染上疾病。高级民宅和贵族住宅则还需要“针灸诊所”这项服务。

### 景观美化
添设花草、树木、雕像、凉亭、公园可以提高周边地区的吸引力。普通的石子路则可改建为附带植被的辉煌之路、帝王之路。

### 路障和围墙
路障可以将道路上的漫游人员阻挡，而有特定目的的人员（如食物采购，原料运输、移民）则不受阻挡，这可以提高城市运作效率。《皇帝》还提供围墙。当围墙越过街道时，会自动变成一扇门。门对特定漫游人员有阻挡作用（可定制）。围墙还可以将工商业区与住宅隔开，以阻止住宅区吸引力的降低。

### 军事
游戏中可以建造弓兵营、步兵营、车兵（或骑兵）营、投石車營以训练军队。武器铺提供训练所需的武器。军队既用于保卫城市，也可以派去征服其他城市。可用于防御的建筑还有城墙、城门和箭楼。

### 外交与对外贸易
玩家经营的城市可以通过与其他电脑控制的城市建立贸易关系，建造贸易站來进口和出口货物。玩家也可以派兵征服其他城市，或与之结盟，共同入侵别的城市。城市一旦被征服，就必须每年上缴贡品或金钱。如果剥削太甚，被征服的城市也会反叛。

## 游戏战役
游戏共提供夏朝、商朝、周朝、秦朝、汉朝、隋唐、宋金七个战役，让玩家了解中国古代历史。除了城市建设，玩家还可以体验一些大工程的修建，如长城、大运河、兵马俑等。第一个战役夏朝是一个教学性质的关卡，玩家领导一个半坡和二里头的部落在河边定居。最后一个战役，玩家扮演一个侯王，建设首都，抵挡蒙古人入侵。
更多种类的建筑和商品将会随游戏的发展而出现。其出现的时间大致与中国历史上该物品的诞生之间相同。因为在整个游戏中，玩家要领导不同时期的朝代，所以玩家不会只建设一座城市，通常，在每个战役玩家都将面对一片空地。或者回到自己曾经建设过的城市来完成新的游戏目标。因为七个战役跨越很长时间间隔，一个曾经建设过的城市在另一个关卡里可能是一片废墟。
随着战役的深入，游戏难度也逐渐增大。游戏的目标(达到指定商品产量，征服敌对城市，达到指定人口数量，建造奇观等)也会越来越难完成。玩家必须细心的管理进出口，平衡财政预算，满足人民需求，维持足够数量的军队。

## 游戏细节
《皇帝》由非华人开发，游戏中不免出现许多细节错误。比如行人人名，《皇帝》中的人名基本都是由随机的姓名组成的，但除了有些人名是小说中的，也有很多明顯不符合時代的人名。比如在秦朝战役中，出现一个诸侯王名字叫“郑玄”，而事实上，郑玄是东汉末年的人，拼寫方法也是混亂不堪。此外，建筑和奇迹的图像设计也并不完全符合中国的传统形式。